# 733 Mocia
A 733 Mocia (ideiglenes jelöléssel 1912 PF) egy kisbolygó a Naprendszerben. Max Wolf fedezte fel 1912. szeptember 16-án.